# Operation Bagration
Operation Bagration (russisk: Oперация Багратион, tr. Operatsija Bagration) var kodenavnet for den sovjetiske offensiv i 1944 i Hviderusland under 2. Verdenskrig, der tvang de tyske styrker ud af Hviderusland og det østlige Polen. Operationen foregik mellem 22. juni og 19. august 1944.
Operationen blev opkaldt efter den russiske general fyrst Pjotr Bagration, der var general i den russiske hær under Napoleonskrigene og som blev dødeligt såret i slaget ved Borodino.
De sovjetiske armeer, der direkte var involveret i Operation Bagration var 1. Baltiske Front under general Ivan Khristoforovitj Bagramjan, 1. Hviderussiske Front under general Konstantin Rokossovskij, som blev forfremmet til marskal den 29. juni 1944, 2. Hviderussiske Front under generaloberst M. V. Zakharov og 3. Hviderussiske Front under kommando af generaloberst Ivan Tjernjakhovskij.
Operation Bagration førte til den næsten fuldstændige ødelæggelse af den tyske Heeresgruppe Mitte og tre af dens tilknyttede arméer: 4. og 9. armé samt 3. panserarmé. Operationen "var det mest katastrofale nederlag for alle tyske styrker under 2. Verdenskrig". Ved afslutningen af operationen var det meste af det vestlige Sovjetunionen blevet befriet og den Røde hær havde fået fodfæste i Rumænien og Polen.
Målene med operationen er mere komplicerede. Den Røde Hær anvendte et koncept med dybe operationer og Maskirovka, (militær afledning). Det er blevet fremført, at det primære mål for den sovjetiske offensiv var et brohoved over Wisła floden i det centrale Polen, og at Operation Bagration skulle skabe krise i Hviderusland for at aflede de mobile tyske reserver fra den centrale sektor, så de ikke var i området fra Lublin-Brest, Lviv-Sandomierz hvor de sovjetiske styrker planlagde at gennemføre Lviv–Sandomierz offensiven og Lublin-Brest offensiven. Det gjorde det muligt for den Røde Hær at nå Wisła floden og Warszawa, hvilket senere bragte den Røde Hær inden for rækkevidde af Berlin i overensstemmelse med konceptet om dybe operationer – at slå til ind i fjendens strategiske dybde.

## Baggrund
Heeresgruppe Mitte havde tidligere vist sig svær at besejre, som det sovjetiske nederlag i Operation Mars havde vist. Men i juni 1944 var den kommet i en udsat position trods forkortelse af fronten, som følge af de alvorlige nederlag som Heeresgruppe Süd havde lidt i slagene efter Panserslaget ved Kursk, befrielsen af Kiev og befrielsen af Krim i sensommeren, efteråret og vinteren 1943-1944. Under slaget om Smolensk var Heeresgruppe Mitte i efteråret 1943 selv blev tvunget tilbage vestpå.
Midt i juni 1944 var de Vestallierede i Normandiet blot 1.000 km fra Berlin, mens de russiske styrker ved Vitebsk-porten var under 1.200 km fra den tyske hovedstad. For det Tredje rige var de strategiske trusler nogenlunde lige store. Hitler undervurderede den trussel, som de sovjetiske styrker udgjorde over for Heeresgruppe Mitte og havde flyttet en tredjedel af armégruppens artilleri og halvdelen af dens stormartilleri og 88 % af dens kampvogne til sydfronten, hvor den tyske overkommando forventede, at den næste store sovjetiske offensiv ville komme.
Operation Bagration gav i forening med Lviv-Sandomierz Offensiven, som blev indledt nogle uger senere i Ukraine, Sovjetunionen mulighed for at erobre Hviderusland og Ukraine inden for grænserne fra 1941 og trænge frem i det tyske Østpreussen. Men af større vigtighed var det, at Lviv-Sandomierz operationen gjorde det muligt for den Røde Hær at nå frem til udkanten af Warszawa efter at have fået kontrol over Polen øst for Wisła floden. Operationen skabte udgangspunktet for den næste operation, Wisła-Oder-offensiven, som bragte de sovjetiske hære inden for synsvidde af den tyske hovedstad.. Sovjetrusserne blev i starten overrasket over deres succes i Hviderusland, som næsten førte dem til Warszawa. Den sovjetiske fremrykning udløste Warszawa-opstanden mod den tyske besættelse.
Slaget er blevet beskrevet som en triumf for den sovjetiske teori om "operationskunsten" på grund af den fuldstændige koordination af alle de strategiske frontbevægelser og signalgivningen med henblik på at narre fjenden om målet for offensiven. De militærtaktiske operationer fra den Røde Hær undgik med held de mobile reserver fra Wehrmacht og fangede til stadighed de tyske styrker på det forkerte ben. Trods de enorme styrker, der var involveret, lykkedes det for de sovjetiske arméchefer at holde deres modstandere totalt hen i det uvisse om, hvor hovedangrebet ville komme, før det var for sent.

## Forspil til slaget

### Maskirovkafelttoget

#### Sovjetisk vildledning
Det russiske ord maskirovka kan oversættes med camouflage/sløring, men har en bredere betydning i militær brug, og under 2. Verdenskrig blev det brugt af sovjetiske militærchefer som betegnelse for flere tiltag, der havde til formål at vildlede fjenden, for derigennem at kunne overraske de tyske styrker.
Oberkommando des Heeres forventede, at den sovjetiske hær ville indlede en storoffensiv på Østfronten i sommeren 1944.
Den sovjetiske overkommando, Stavka, overvejede en række muligheder. Den overordnede tidsramme mellem juni og august var blevet besluttet den 28. april 1944. Stavka afviste en offensiv i området ved Lviv (tysk: Lemberg) og i området ved Yassy/Kishinev på grund af, at tyskerne der havde mobile styrker til rådighed af samme styrke som de sovjetiske. I stedet foreslog man fire muligheder – en offensiv ind i Rumænien og gennem Karpaterne, en stor offensiv ind i det vestlige Ukraine i retning mod Østersøen, et angreb mod Østersøen og et mod Hviderusland. De første to muligheder blev afvist som for ambitiøse og for åbne overfor angreb i flanken. Den tredje mulighed blev afvist, fordi fjenden var for godt forberedt. Den eneste sikre mulighed var en offensiv ind i Hviderusland, som ville gøre det muligt at gennemføre efterfølgende offensiver fra Ukraine ind i Polen og Rumænien.
Såvel den sovjetiske som den tyske overkommando betragtede det vestlige Ukraine som et opmarchområde for en offensiv ind i Polen. De sovjetiske hærchefer, som var klar over at fjenden ville være opmærksom på denne mulighed, iværksatte en kompleks maskirovka-kampagne for at fange de tyske panserstyrker på det forkerte ben ved at skabe en krise i Hviderusland, som ville tvinge tyskerne til at flytte deres stærke panserstyrker, som netop havde sejret i den Første Jassy-Kishinev Offensiv i april-juni 1944, til det centrale afsnit af fronten for at støtte Heeresgruppe Mitte. Det var det primære formål med Operation Bagration.
For at få størst mulig chance for succes var maskirovkaen en dobbelt vildledning. Sovjethæren efterlod fire kampvognsarmeer i Lviv-Przemyśl-området og lod tyskerne være fuldt ud klar over deres tilstedeværelse. Angrebet ind i Rumænien i april-juni 1944 overbeviste i yderligere grad sovjetstyrkerne om, at aksestyrkerne i Rumænien skulle fjernes, og det holdt tyskerne bekymrede om deres forsvar der og i det sydlige Polen, samtidig med at de trak styrker til Lviv sektoren. Når først offensiven mod Heeresgruppe Mitte var gået i gang, ville manglen på mobile reserver og støtte skabe en krise i den centrale sektor, som ville tvinge de tyske kampvognsstyrker nordpå til Hviderusland fra Polen og Rumænien på trods af den store samling af sovjetiske styrker, som truede det tyskbesatte Polen.
Sovjethærens hensigt med at sætte et hovedangreb ind i retning af Wisła kan ses ud af den Røde Hærs slagorden. Den sovjetiske generalstabs studier af såvel operationerne i Hviderusland som ved Lviv-Sandomierz afslører, at Lviv-Przemyśl operationen fik et overvældende antal kampvogns- og mekaniserede korps. Seks gardekampvognskorps og seks almindelige kampvognskorps foruden tre gardemekaniserede korps og to almindelige mekaniserede korps blev indsat i Lviv operationen. Dette udgjorde 12 kampvogns- og fem mekaniserede korps. I modsætning hertil havde Operation Bagrations Baltiske og Hviderussiske fronter kun 8 kampvogns- og to mekaniserede korps. Hertil kom, at 1. Hviderussiske front, som var en afgørende del af Lviv-Peremshyl operationen, ikke omtales i den sovjetiske slagorden ved offensiven. Den indeholdt yderligere seks arméer og skulle beskytte flanken ved Lublin–Brest offensiven foruden at indgå i aktive offensive operationer i det område.
Tildelingen af taktiske ressourcer, især anti-tank kanoner, tilgodeså 1. Ukrainske front, spydspidsen i Wisła, Lviv-Przemyśl operationen. 38 af de 54 anti-tank regimenter som blev indsat i operationerne på Baltikum, i Hviderusland og Ukraine blev tildelt 1. Ukrainske front. Dette viser, at de sovjetiske planer for Lviv operationen var af overordnet betydning, og den som planlagde operationen var fast besluttet på at beholde det netop erobrede område. Målet for denne operation var et brohoved over Wisła, og de enorme anti-tankkanon styrker hjalp med til at slå en række kraftige og koncentrerede modangreb fra tyske kampvognsstyrker tilbage i august-oktober 1944.
Hovedparten af flystyrkerne, såvel jagere som jagerbombere, blev tildelt Lviv operationen og beskyttelsen af 1. Ukrainske front. Af de 78 jager- og jagerbomber divisioner i Bagration var 32 tildelt Lviv operationen, næsten halvdelen af de indsatte luftenheder og indeholdt mere end der blev indsat i operationen i Hviderusland. Den koncentration af flystyrker skulle beskytte brohovederne over Wisła mod luftangreb og fra luften angribe tyske styrker, som gik til modangreb.

#### Tyske reaktioner
I begyndelsen af juni havde den tyske overkommando, Heeresgruppe Mitte og arméledelserne identificeret en stor del af opmarchen mod Heeresgruppe Mitte, selv om der stadig regnedes med at hovedangrebet ville blive sat ind imod Heeresgruppe Nordukraine Den 14. juni sagde stabschefen i Heeregruppe Mitte til general Kurt Zeitzler, at "...den russiske opmarch her (foran 9. armé) og ved motorvejen antyder klart, at fjendens angreb vil blive rettet mod flankerne af armégruppen". Den 10. juni accepterede OKH vurderingen fra Heeresgruppe Mitte om fjendens stilling: "Når man fortsat må antage, at angrebet mod Heeresgruppe Mitte stadig vil have sekundær karakter i forhold til den samlede sovjetiske offensiv, må det tages i betragtning, at fjenden foran Heeresgruppe Mitte kan gennemføre en opmarch, der kan gennembryde fronten med en styrke, som ikke må undervurderes, når man ser på styrkeforholdet mellem de to sider".
Den 19. juni blev det bemærket i Heeresgruppe Mittes analyse af fjendens stilling, at koncentrationen af fjendtlige flystyrker var blevet større (4.500 ud af 11.000) og at det skabte tvivl om OKHs generelle vurdering. OKH mente derimod ikke, at der var grundlag for denne tvivl.
Kort før den sovjetiske offensiv havde de forskellige arméchefer identificeret de fjendtlige styrker nær fronten og havde identificeret de steder, hvor hovedangrebet ville blive sat ind, bortset fra 6. gardearmé ved Vitebsk. De sovjetiske strategiske reserver var heller ikke opdaget.

### OperationerJernbanekrigogConcert
Den første fase af Operation Bagration involverede de mange sovjetiske partisangrupper i Hviderusland, som havde instruks om at genoptage deres kampagne mod jernbaner og kommunikationsmidler bag de tyske linjer. Fra den 19. juni blev der placeret sprængladninger i stort tal på jernbanesporene, og selv om mange blev opdaget og fjernet, havde de en yderst generende indflydelse. Partisanerne blev senere involveret i nedkæmpelsen af de omringede tyske styrker, da først gennembruddet og udvidelsesfaserne var afsluttet.
Ved starten på offensiven havde Stavka indsat omkring 1.700.000 kamp- og støttetropper, ca. 24.000 kanoner og morterer, 4.080 kampvogne og selvkørende artilleri og 6.334 fly. Den tyske styrke var først 800.000 kamp- og støttetropper, 9.500 kanoner men kun 553 kampvogne og selvkørende artilleri samt 839 fly. Heeresgruppe Mitte manglede i særlig grad mobile reserver. Den 14. infanteridivision, som ikke var motoriseret, var den eneste betydelige reserve til rådighed, selv om 20. panserdivision var placeret mod syd i nærheden af Bobruisk og den underbemandede Panzergrenadier-Division Feldherrnhalle også blev holdt i reserve. De relativt statiske fronter i Hviderusland havde imidlertid gjort det muligt for tyskerne at etablere omfattende feltbefæstninger med adskillige linjer af skyttegrave, så fronten blev flere kilometer dyb og var udstyret med tætte minebælter.

## Slagorden

### Den tyske Wehrmacht
- Heeresgruppe Mitte (Feltmarskal Ernst Busch indtil 28. juni, derpå feltmarskal Walter Model)
  - 3. Panserarmé (generaloberst Georg-Hans Reinhardt)
    - 9. Korps (General Rolf Wuthmann)
    - 53. Korps (General Friedrich Gollwitzer)
    - 6. Korps (General Georg Pfeiffer indtil 28. juni)
    - Reserve: 14. infanteridivision

  - 4. Armé (General Kurt von Tippelskirch)
    - 27. Korps (General Paul Völckers)
    - 39. Panserkorps (General Robert Martinek indtil 28. juni, derpå generalløjtnant Otto Schünemann til 29. juni)
    - 12. Korps (General Vincenz Müller)
    - Reserve: Panzergrenadier-Division Feldherrnhalle,

  - 9. Armé (General Hans Jordan indtil 27. juni, derpå Nikolaus von Vormann)
    - 35. Korps (Generalløjtnant Kurt-Jürgen Freiherr von Lützow)
    - 41. Korps (Generalløjtnant Edmund Hoffmeister)
    - 55. Korps (General Friedrich Herrlein)
    - Reserve: 20 panserdivision, 707 infanteridivision.

  - 2. Armé (Generaloberst Walter Weiss)

2. Armé var ikke involvert i de første to faser af det tyske forsvar, da den lå syd for den Røde Hærs hovedoperationer.

### Den sovjetiske Røde Hær
To særlige udsendinge fra Stavka blev udpeget til at koordinere operationerne på de involverede fronter: Aleksandr Vasiljevskij og Georgij Zjukov.
- 1. Baltiske Front (General Hovhannes Bagramyan)
  - 4. Chokarmé
  - 6. Gardearmé
  - 43. Armé
  - 3. Luftarmé
- 3. Hviderussiske front (General Ivan Chernyakhovski)
  - 11. Gardearmé (General Kuzma Galitskij)
  - 5. Armé
  - 39. Armé (General Ivan Lyudnikov)
  - 31. Armé (General Vasily Glagolev)
  - 5. Gardearmé (General Pavel Rotmistrov)
  - 1. Luftarmé
  - Mekaniseret kavalerigruppe under ledelse af Generalløjtnant Nikolai Oslikovskij, herunder 3. Garde kavalerikorps
- 2. Hviderussiske front (Generaloberst Gyorgij Zakharov)
  - 33. Armé (Generalløjtnant Vasilij Kryuchenkin)
  - 49. Armé (Generalløjtnant Ivan Grishin)
  - 50. Armé (Generalløjtnant Ivan Boldin)
  - 4. Luftarmé
- 1. Hviderussiske front (General Konstantin Rokossovskij)
  - 3. Armé (General Alexander Gorbatov)
  - 28. Armé
  - 48. Armé
  - 65. Armé (General Pavel Batov)
  - 16. Luftarmé
  - Mekaniseret kavalerigruppe under ledelse af Generalløjtnant Pliev, herunder 1. mekaniserede korps, 4. garde kavalerikorps
- 1. Ukrainske front marskal (Ivan Konev)
  - 3. Gardearmé
  - 13. Armé
  - 60. Armé
  - 38. Armé
  - 1. Gardearmé
  - 18. Armé
  - 1. Garde kampvognsarmé
  - 3. Garde kampvognsarmé
  - 4. Kampvognsarmé
  - 5. Gardearmé
  - Mekaniseret kavalerigruppe 1 og 2

1. Hviderussiske front var særlig stor og omfattede yderligere enheder, som først blev indsat under den efterfølgende Lublin-Brest offensiv.

## Slaget – første fase: Det taktiske gennembrud
Operation Bagration begyndte den 22. juni 1944 på treårs dagen for det tyske angreb på Sovjetunionen med et angreb for at afprøve det tyske forsvar langs hele fronten. Hovedangrebet blev sat ind i de tidlige morgentimer den 23. juni med et artilleribombardement af aldrig tidligere set omfang mod de tyske linjer. I løbet af timer var nogle sektorer af den tyske front i fare for at blive gennembrudt.
Den første fase i sovjetiske dybe operationer foreskrev et gennembrud gennem den taktiske zone og fremskudte tyske forsvarsstillinger. Når først disse taktiske offensiver var lykkedes, skulle friske operationelle reserver udnytte gennembruddet og den operationelle dybde af fjendens front og ved hjælp af mekaniserede og pansrede formationer omringe fjendtlige enheder på op til arméstørrelse.

### Vitebsk-Orsha offensiven
Operationen blev gennemført af 1. Baltiske front og 3. Hviderussiske front mod Heeresgruppe Mittes nordlige armé – 3. panserarmé og den nordlige flanke af 4. armé.
Mod nord pressede 1. Baltiske front 9. tyske korps over Dvina mens den den 25. juni omringede 53. Korps i byen Vitebsk. Længere mod syd kørte 3. Hviderussiske front gennem 6. Korps og knuste det. Vitebsk blev erobret den 27. juni og hele 53. korps på 30.000 mand blev ødelagt.
3. Hviderussiske front indledte samtidig operationer mod 4. Armés 27. Korps, som holdt Orsha og hovedvejen mellem Moskva og Minsk. Trods et ihærdigt tysk forsvar blev Orsha erobret den 26. juni, og den 3. Hviderussiske Fronts mekaniserede styrker kunne trænge langt ind i de tyske bagområder og nåede Berezina-floden den 28. juni.

### Mogilevoffensiven
Det primære mål for Mogilevoffensiven og 2. Hviderussiske front bestod i at fastholde hovedparten af 4. Armé mens de igangværende Vitebsk-Orsha og Bobruyskoffensiver omringede den. 2. Hviderussiske fronts enheder angreb den 23. juni med henblik på at overskride Dnepr overfor to af Heeresgruppe Mittes stærkeste korps, 39. panserkorps og 12. Korps.
Dnepr blev krydset af 49. armé den 27. juni og den 28. juni havde den omringet og erobret byen Mogilev. 39. Panserkorps og 12. Korps begyndte at falde tilbage mod Berezina-floden under kraftige luftangreb, men trak sig tilbage ind i en fælde.

### Bobruyskoffensiven
Bobruyskoffensiven mod 9. armé på den sydlige flanke af Heeregruppe Mitte blev indledt af 1. Hviderussiske Front den 23. juni, men led store tab i forsøget på at gennembryde de tyske stillinger. Rokossovskij gav ordre til yderligere bombeangreb og artilleriforberedelse og indledte nye angreb den næste dag.
3. sovjetiske armé brød igennem i den nordlige del af sektoren og fangede det tyske 35. Korps
mod Berezina. 65. armé brød derpå igennem det tyske 41. panserkorps mod syd. Den 27. juni var de to tyske korps omringet i en lomme øst for Bobruysk under konstant luftbombardement.
Det lykkedes nogle elementer af 9. armé at bryde ud af Bobruysk den 28. juni, men op imod 70.000 tropper blev dræbt eller taget til fange. Styrkerne i 1. Hviderussiske front erobrede Bobruysk den 29. juni efter intense bykampe.

## Anden fase: Strategisk offensiv mod Heeresgruppe Mitte
Anden fase af Operation Bagration omfattede hele operationens vigtigste enkeltmål: generobringen af Minsk, hovedstaden i den Hviderussiske SSR. I anden fase blev den storstilede omringning og nedkæmpelse af Heeresgruppe Mitte, som var forberedt i første fase, ført til sin afslutning.

### Minskoffensiven
Fra 28. juni begyndte de største udvidelsesenheder fra 3. Hviderussiske Front (5. Garde kampvognsarmé og en tilknyttet mekaniseret kavalerigruppe) at trænge frem for at sikre sig overgangssteder over Berezina, efterfulgt af 11. gardearmé. Mod syd begyndte udvidelsesstyrker fra 1. Hviderussiske front at lukke den nedre arm i omringningen af 4. tyske armé.
Tyskerne hastede 5. panserdivision ind i Hviderusland for at dække adgangen til Minsk, mens enheder fra 4. armé begyndte at trække sig tilbage over broerne over Berezina, hvor de blev udsat for kraftige bombardementer.
Efter at have krydset Berezina nærmede sovjetiske styrker sig Minsk. 2. garde kampvognsarmé var den første som brød ind i byen i de tidlige timer af 3. juli. Der udbrød kampe i centrum, som blev endelig ryddet for den tyske bagtrop den følgende dag. 5. garde kampvognsarmé og 65 armé lukkede omringningen vest for Minsk og indesluttede hele 4. tyske armé og en stor del af resterne af 9. armé.
I løbet af de næste dage blev lommen øst for Minsk nedkæmpet. Kun en brøkdel af de 100.000 tropper undslap. Minsk var blevet erobret og Heeresgruppe Mitte fuldstændig ødelagt i det som formentlig var det største enkeltstående nederlag for Wehrmacht i hele krigen. På de 12 dage mellem 22. juni og 4. juli mistede Heeresgruppe Mitte 25 divisioner og 300.000 mand. I de følgende uger mistede tyskerne yderligere 100.000 mand.

### Polotskoffensiven
Polotskoffensiven havde det dobbelte mål at erobre selve Polotsk og at afskærme den nordlige flanke af hovedoffensiven mod Minsk mod et muligt tysk modangreb fra Heeresgruppe Nord.
Den 1. Baltiske Front forfulgte med held de retirerende rester af 3. panserarmé tilbage mod Polotsk, som blev nået den 1. juli. Tyske styrker forsøgte at organisere et forsvar ved hjælp af støtte enheder fra bagområderne og adskillige divisioner, som i hast blev overført fra Heeresgruppe Nord.
Enheder fra 1. Baltiske Fronts 3. chokarmé og 6. gardearmé kæmpede sig vej ind i byen i løbet af de næste dage og havde ryddet den for tyske styrker den 4. juli.

## Tredje fase: Strategiske offensive operationer i syd
Da den tyske modstand næsten var brudt fuldstændig sammen, fik sovjetiske styrker ordre til at trænge så langt frem som muligt forbi det oprindelige mål i Minsk, og nye mål blev udstukket af Stavka. Dette førte til en tredje fase af offensive operationer, som skal ses som et yderligere led i Operation Bagration.
Feltmarskal Walter Model, som havde overtaget kommandoen over Heeresgruppe Mitte den 28. juni da Ernst Busch blev afskediget, håbede på at genetablere en forsvarslinje gennem Lida med det, som var tilbage af 3. panserarmé, 4. og 9. armé samt nye forstærkninger.

### Šiauliaioffensiven
Šiauliaioffensiven omfattede operationerne fra 1. Baltiske Front mellem 5. juli og 31. juli mod resterne af 3. panserarmé. Dens primære mål var den litauiske by Šiauliai (russisk: Shyaulyai; tysk: Schaulen).
43. armé, 51. armé og 2. gardearme angreb mod Riga på østersøkysten med 3. gardearmés mekaniserede korps tilknyttet. Den 31. juli var kysten nået ved Rigabugten. 6. gardearmé dækkede Riga og gennembruddets nordflanke.
Et hastigt organiseret tysk modangreb havde held til at genskabe forbindelsen mellem resterne af Heeresgruppe MItte og Heeresgruppe Nord. I løbet af august forsøgte tyskerne af generobre Šiauliai i Operation Doppelkopf og Operation Cäsar, men de slog fejl.

### Vilnius offensiven
Vilniusoffensiven blev gennemført af enheder fra 3. Hviderussiske Front efter afslutningen på Minskoffensiven. Den stod overfor rester af 3. panserarmé og 4. armé.
Enheder fra 4. armé, fortrinsvis 5. panserdivision forsøgte at holde jernbaneknudepunktet i Molodechno, men det blev erobret af enheder fra 11. gardearmé, 5. garde kampvognsarmé og3. garde kavalerikorps den 5. juli. Tyske styrker fortsatte en gradvis tilbagetrækningen og sovjetiske styrker nåede Vilnius, som blev holdt af 3. panserarme den 7. juli.
Den 8. juli var byen blevet omringet og garnisonen indesluttet. Den fik ordre til at holde ud for enhver pris. Sovjetiske styrker kæmpede sig herefter vej ind i byen i intense bykampe (sammen med en Armia Krajowa opstand, Operation Ostra Brama). Den 12. juli gennemførte 6. panserdivision et modangreb, som midlertidigt åbnede en flugtvej for de belejrede tropper, men hovedparten af dem gik tabt, da byen endeligt faldt den 13. juli. (denne fase af operationen kaldes almindeligvis Slaget om Vilnius).

### Białystokoffensiven
Białystokoffensiven omfattede operationerne for 2. Hviderussiske Front mellem 5. juli og 27. juli med det formål at nå den polske by Białystok.
40. og 41. riffelkorps, fra 3. armé på frontens venstre fløj tog Białystok med storm den 27. juli efter to dages kamp.

### Lublin-Brest offensiven
Lublin-Brest offensiven blev gennemført af marskal Rokossovskijs 1. Hviderussiske Front mellem 18. juli og 2. august, og udviklede det oprindelige fremstød i Operation Bagration mod det østlige Polen og Wisła. 47. armé og 8. garde armé nåede den vestlige Bug flod den 21. juli og nåede den østlige bred af Wisła den 25. juli. Lublin blev erobret den 24. juli. 2. kampvognsarmé fik ordre til at svinge mod nord mod Warszawa for at afskære Heeresgruppe Mittes styrker i Brest området. Brest blev erobret den 28. juli og frontens venstre fløj sikrede sig brohoveder over Wisła den 2. august. Dette afsluttede i praksis operationen. Resten af sommeren blev brugt på defensive tiltag mod en række tyske modangreb på brohovederne.
Operation sluttede med nederlaget til den tyske Heeresgruppe Nordukraine og sovjetiske brohoveder over Wisła floden vest for Sandomierz.

### Kaunasoffensiven
Kaunasoffensiven omfattede operationerne for Chernyakhovskijs 3. Hviderussiske Front fra 28. juli til 28. august mod den litauiske by Kaunas efter at de havde afsluttet offensiven mod Vilnius.

### Osovetsoffensiven
Denne offensiv omfattede operationerne fra 2. Hviderussiske front fra 6. august til 14. august efter afslutningen af Białystokoffensiven med det mål at erobre det befæstede område ved Osowiec ved en af bifloderne til Narew-floden. Det meget store fæstningskompleks der sikrede adgangen til Østpreussen gennem områdets marskegne.
Det lykkedes tyske styrker at stabilisere deres forsvarslinje langs Narew, som de holdt indtil den Østpreussiske offensiv i januar 1945.

## Efterspil
Sammenlignet med andre slag var dette talmæssigt langt den største sovjetiske sejr. Den Røde Hær tilføjede fjenden tab, som var næsten fire gange så store som de egne tab og erobrede et stort sovjetisk område, hvor befolkningen havde lidt meget under den tyske besættelse. De fremtrængende sovjetiske enheder fandt byerne ødelagt, landsbyerne affolket og en stor del af befolkningen dræbt eller tvangsforflyttet af besættelsesmagten. For at vise omverdenen omfanget af sejren blev ca. 50.000 tyske fanger fra omringning øst for Minsk tvunget til at gå gennem Moskvas gader i hurtig march i rækker med 20 mand. Det tog dem tre timer at passere. Med en symbolsk gestus blev gaderne efterfølgende spulet.
Den tyske hær kom sig aldrig over de materielle og personelle tab, som den led under Operation Bagration. Den havde mistet omkring en fjerdedel af sine styrker på Østfronten, svarende til det procentvise tab ved Stalingrad (omkring 20 hele divisioner). Disse tab omfattede mange erfarne tropper, underofficerer og andre officerer, som på dette tidspunkt i krigen ikke kunne erstattes. Operationen var også bemærkelsesværdig for antallet af tyske generaler, som gik tabt: 9 blev dræbt, heriblandt 2 korpschefer, 22 taget til fange, herunder 4 korpschefer. Generalmajor Hahn, chefen for 197. infanteridivision forsvandt den 24. juni mens generalløjtnanterne Zutavern og Philipp fra 18. pansergrenaderdivision og 134. infanteridivision begik selvmord.
I alt kostede den næsten fuldstændige ødelæggelse af Heeresgruppe Mitte tyskerne 2.000 kampvogne og 57.000 andre køretøjer. Ifølge Steven Zaloga vurderes de tyske tab til 300.000 døde, 250.000 sårede og omkring 120.000 fangne (i alt tab på 670.000). De sovjetiske tab var også betydelige: 60.000 døde, 110.000 sårede og omkring 8.000 savnede, foruden 2.957 kampvogne, 2.447 kanoner og 822 fly, som også gik tabt.
Offensiven afskar Heeresgruppe Nord og Heeresgruppe Nordukraine fra hinanden og svækkede dem da ressourcer blev flyttet til den centrale sektor. Det tvang begge armégrupper til at trække sig tilbage fra sovjetisk område langt hurtigere da de blev ramt af de efterfølgende sovjetiske offensiver i deres sektorer.
Den endelige ødelæggelse af en stor del af Heeresgruppe Mitte omkring Minsk faldt sammen med ødelæggelsen af en stor del af den tyske hærs stærkeste enheder i Frankrig i Falaise-lommen, om end størrelsesordenen var langt mindre end Bagration. På såvel Øst- som Vestfronten blev den allierede opfølgning på sejrene hæmmet og stoppet mere af forsyningsproblemer end af tysk modstand. Tyskerne kunne dog overføre pansrede enheder fra Italien, hvor de kunne tillade sig at opgive land, for at modstå det sovjetiske fremstød ved Warszawa.